# 石濱純太郎
石濱 純太郎（いしはま じゅんたろう、1888年〈明治21年〉11月10日 - 1968年〈昭和43年〉2月11日）は、日本の東洋史学者、関西大学名誉教授。石浜、石濱など、複数の漢字表記が見られるが、正式には「石濵」である。

## 経歴

### 出生から就学期
1888年(明治21年)、大阪府で生まれた。堂島で製薬業を営んでいた石濵豊蔵の長男として生まれ、大阪市住吉区墨江二丁目に住んだ。1897年に漢学塾泊園書院（現・ 関西大学）へ10歳で入って、藤沢南岳の下で学んだ。大阪府立市岡中学校（現・大阪府立市岡高等学校）に進み、中学校では画家の小出楢重、作曲家の信時潔らと同級であった。
1908年、大学は東京へ出て、東京帝国大学文科大学支那文学科に入学。卒業論文『欧陽脩攻究』を提出して、1911年7月に同大学を卒業。

### 大学卒業後
大学卒業後は大阪へ戻り、1915年に西村天囚に誘われ漢詩文愛好者による結社「景会」に入会。会や交遊を通じて長尾雨山、武内義雄らと知り合った。
1921年に大阪外国語学校(現・大阪大学外国語学部)が開校すると、蒙古語部選科生としてモンゴル語を学んだ。
1923年6月、大阪外国語学校で「大阪東洋学会」を創設。また、京都帝国大学の内藤湖南にも師事し、1924年7月より内藤湖南が渡欧した際には随伴した。1927年9月、ニコライ・ネフスキー、高橋盛孝、浅井恵倫、笹谷良造らとともに発展させ、「静安学社」に改名。自らは幹事を務めた。静安学社の名は、結成直近に亡くなった西夏学者王国維の字「静安」からとったものであった。またこの頃、ネフスキーらと共に西夏語の研究を開始。また、1942年には、「大阪言語学会」を設立した。

### 戦後
龍谷大学講師を務め、また関西大学では助教授、教授（1949年就任）を務めた。1957年、学位論文『支那学論攷』を関西大学に提出して文学博士号を取得。1959年、関西大学を定年退任し、名誉教授となった。
また学外では、1953年に日本西蔵学会（現・日本チベット学会）が設立されると会長を務めた。

## 受賞・栄典
- 1954年：なにわ賞を受賞。

## 研究内容・業績

### 東洋学と東洋諸言語
従来の漢学の枠にとどまらず、東洋学に新たな分野を開拓した。女真語や契丹語など東洋の諸古語に関心を持ち、また西域出土の仏典や古文献の研究を進めた。また、義兄の藤沢章次郎（藤沢黄坡）とともに、「泊園書院」の維持・発展につくした。

### 大阪大学図書館・石濱文庫
西洋・東洋の別を問わず様々な分野の書籍を研究のために収集した。4万冊を超える東洋学関係の蔵書は、大阪大学図書館に「石濱文庫」として所蔵されている。

### 交遊
東洋史関係の研究者以外では、作家の織田作之助とは長年に亘り親交が深かった。

## 家族・親族
- 父：石濵豊蔵は丸石商会（現丸石製薬）創業者[1]。
- 息子：石濵恒夫は作家、作詞家[9]
- 甥：藤沢桓夫 は小説家[9]。姉の子。
- 孫：石濵紅子はエッセイスト、大阪市立海洋博物館「なにわの海の時空館」初代館長。
- 遠縁：石濱裕美子はチベット史研究者。早稲田大学教育学部教授[10]。

## 著作
古稀を記念した『東洋學論叢』に「石濱純太郎先生著作目録」がある。

### 著書
- 『敦煌石室の遺書』（私家版, 1925年）
- 『富永仲基』（創元社「創元選書」, 1940年）[11]
- 『欧米に於ける支那研究に就て（南満洲鉄道大阪事務所, 1941年）
- 『浪華儒林傳』（全國書房, 1942年）
- 『支那學論攷』（全國書房, 1943年）
- 『東洋學の話』（創元社, 1943年）
- 『續・東洋學の話』（高田時雄編, 臨川書店「映日叢書」, 2018年）遺文
- 『大壺讀書記』（高田時雄編, 臨川書店「映日叢書」, 2023年）

### 論文
- 『西夏語訳大蔵経考』（龍谷大学論叢287, 1929年, 頁18-25）

### 翻訳
- 『世界の言語』 アントゥアヌ・メイエ・マルセル・コーアン（英語版）監修、石濱共訳、泉井久之助編、朝日新聞社 1954

### 記念論集ほか
- 『大阪漢學大会研究報告』（典籍之研究社, 1938年）
- 『石濱先生還暦記念論文集』(関西大学東西学術研究所, 1954-1958年)
- 『東洋學論叢』(石濱先生古稀記念会, 1958年)

## 石濱純太郎に関する資料
- 記念国際シンポジウム論文集『内藤湖南と石濱純太郎：近代東洋学の射程』(玄幸子編、東西学術研究所研究叢刊, 関西大学出版部, 2023年)
- 記念国際シンポジウム論文集『東西学術研究と文化交渉：石濱純太郎没後50年』(吾妻重二編, 東西学術研究所研究叢刊, 関西大学出版部, 2019年)
- 「石濱シューレに集う人々: 四半世紀後に」(長田俊樹,『日本研究』64, 国際日本文化研究センター, 2022年:123-158)doi(日文研オープンアクセス)
- 日本人名大辞典